# Капетаново Поље
Капетаново Поље је насељено место у саставу града Пакраца, у западној Славонији, Република Хрватска.

## Становништво
На попису становништва 2011. године, Капетаново Поље је имало 35 становника.
| Националност       | 1991.       |
| Срби               | 20 (29,85%) |
| Хрвати             | 11 (16,41%) |
| Југословени        | 0           |
| остали и непознато | 36 (53,73%) |
| Укупно             | 67          |